# Salomon Mayer Rothschild
Salomon Mayer von Rothschild (Frankfurt na Majni, 9. rujna 1774. – Pariz, 28. srpnja 1855.), austrijski barun i bankar njemačko-židovskog porijekla, osnivač austrijskog ogranka bogate bankarske obitelji Rotschild.
Rođen je kao treće dijete i drugi sin njemačkog bankara židovskog porijekla Mayera Amschela Rothschilda (1744. – 1812.) i Gutle Schnapper (1753. – 1849.). Otac je najstarijem sinu Amschelu Mayeru († 1855.) namijenio nasljeđivanje bankarskog posla u Frankfurtu, drugoga sina Salomona je poslao u Beč u Austrijskom Carstvu, a ostale je sinove poslao u London, Napulj i Pariz.
Dana 26. studenog 1800. oženio je Carolinu Stern (1782. – 1854.) s kojom je imao dvoje djece: sina Anselma Salomona (1803. – 1874.) i kćer Betty Salomon (1805. – 1886.) koja se 1824. godine udala za svog strica Jakoba Mayera, kako bi obiteljsko bogatstvo ostalo unutar obitelji.
Budući da kao Židov nije imao pravo raspolagati nekretninama u gradu, iznajmio je čitav hotel Römischer Kaiser u Beču i u njemu osnovao podružnicu obiteljske banke. Kao upravitelj podružnicu obiteljske banke u Beču znatno je doprinio razvoju austrijske ekonomije, zbog čega ga je austrijski car Franjo I. uzdigao na razinu plemića. Posudio je znatna novčana sredstva austrijskom ministru vanjskih poslova Metternichu, financirao je izgradnju mreže pruga za parnu željeznicu, a vodio je i druge uspješne poslove. Godine 1822. dobio je nasljedni naslov baruna.